# Kate Hansen
Kate Hansen (Burbank, 9 giugno 1992) è una slittinista statunitense.

## Biografia
Ha iniziato a gareggiare per la nazionale statunitense nelle varie categorie giovanili nella specialità del singolo ottenendo sei medaglie ai campionati mondiali juniores, delle quali due d'oro, entrambe ottenute nell'edizione casalinga di Lake Placid 2008.
A livello assoluto ha esordito in Coppa del Mondo nella stagione 2009/10, ha conquistato il primo podio il 1º dicembre 2013 nella gara a squadre a Winterberg (2ª) e la prima vittoria il 25 gennaio 2014 nel singolo a Sigulda. In classifica generale come miglior risultato si è piazzata al settimo posto nel 2013/14 nel singolo.
Ha preso parte ad una edizione dei Giochi olimpici invernali, a Soči 2014, occasione in cui ha colto la decima piazza nel singolo.
Ha preso parte altresì ad una edizione dei campionati mondiali, a Whistler 2013, giungendo in quattordicesima posizione.
Ai campionati pacifico-americani ha vinto la medaglia di bronzo a Whistler 2014.

## Palmarès

### Mondiali juniores
- 6 medaglie:
  - 2 ori (singolo, gara a squadre a Lake Placid 2008);
  - 1 argento (gara a squadre a Nagano 2009);
  - 3 bronzi (singolo, gara a squadre ad Igls 2010; gara a squadre ad Oberhof 2011).

### Campionati pacifico-americani
- 1 medaglia:
  - 1 bronzo (singolo a Whistler 2014).

### Coppa del Mondo
- Miglior piazzamento in classifica generale nel singolo: 7ª nel 2013/14.
- 3 podi (1 nel singolo, 2 nelle gare a squadre):
  - 1 vittoria (nel singolo);
  - 2 secondi posti (tutti nelle gare a squadre).

#### Coppa del Mondo - vittorie
| Data            | Luogo   | Paese    | Disciplina |
| --------------- | ------- | -------- | ---------- |
| 25 gennaio 2014 | Sigulda | Lettonia | Singolo    |